# حوكمة

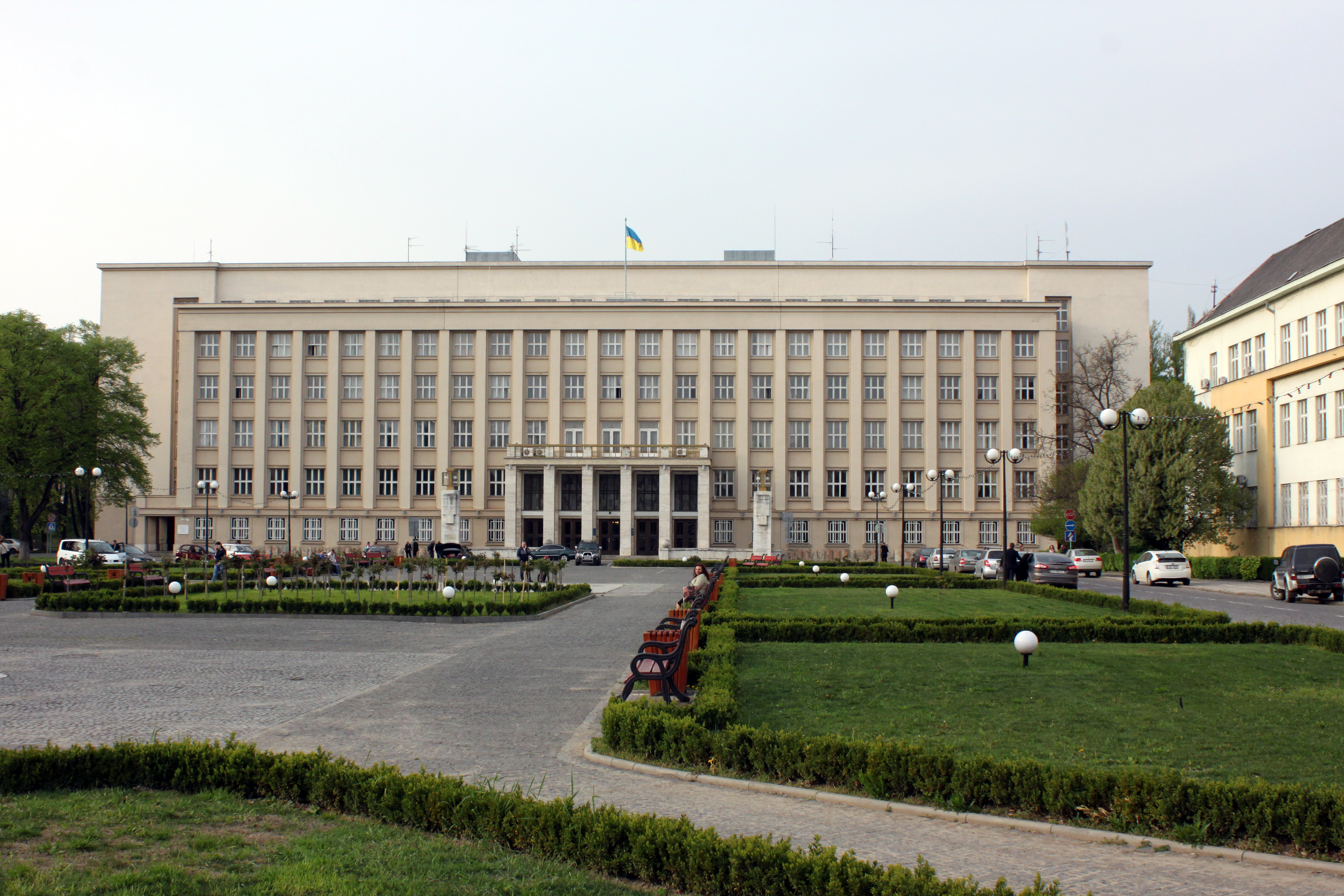
هي تدعيم مراقبة نشاط المؤسسة ومتابعة مستوى أداء القائمين عليها

الحكامة أو حَوْكَمة أو الحاكمية هي تدعيم مراقبة نشاط المؤسسة ومتابعة مستوى أداء القائمين عليها، وهي مصطلح جديد في العربية وُضِع في مقابل اللفظ الإنجليزي (governance) أو الفرنسي (gouvernance)، ويستعمل أيضا لفظ حاكمية. ولّد مصطلح «الحوكمة» على وزن فوعلة (في سياق كل من العولمة والحوسبة).
والحوكمة هي النشاط الذي تقوم به الإدارة. وهي تتعلق بالقرارات التي تحدد التوقعات، أو منح السلطة، أو التحقق من الأداء. وهي تتألف إما من عملية منفصلة أو من جزء محدد من عمليات الإدارة أو القيادة. وفي بعض الأحيان مجموعة من الناس تشكل حكومة لإدارة هذه العمليات والنظم.
عند الحديث عن منظمة ما سواء كانت هادفة أو غير هادفة للربح، فإن الحوكمة تعني إدارة متسقة، وسياسات متماسكة، والتوجيه، والعمليات، واتخاذ القرارات في جزء معين من المسؤولية. على سبيل المثال، الإدارة على مستوى الشركات قد تنطوي على تطور السياسات المتعلقة بالخصوصية وعلى الاستثمار الداخلي وعلى استخدام البيانات.
من حيث التمييز بين الحوكمة والحكومة – «الحوكمة» هي ما تقوم به «الحكومة» من أنشطة. وهي قد تكون حكومة جغرافية - سياسية (دولة قومية)، أو شركات حكومية (كيان تجاري)، أو حكومة اجتماعية - سياسية (قبيلة، أسرة، الخ)، أو أي عدد من أنواع مختلفة من الحكومات. لكن الحوكمة هي الممارسة الحركية لسلطة الإدارة والسياسة، بالرغم أن الحكومة هي الأداة (بشكل إجمالي) التي تقوم بهذه الممارسة. كما يستخدم تجريديا مصطلح الحكومة كمرادف لمصطلح الحوكمة، كما هو الحال في الشعار الكندي، «السلام والنظام والحكومة الجيدة».

## أصل الكلمة
على غرار كلمة حكومة فكلمة الحوكمة مشتقة من الفعل اليوناني (κυβερνάω, kubernáo) والذي يعني توجيه، وقد استخدمه أفلاطون لأول مرة بالمعنى المجازي. وفيما بعد انتقلت إلى اللاتينية ومن ثم إلى لغات أخرى. وتم استخدامها في اللغة الإنجليزية للتعبير عن نوع محدد من حكم الدولة ويمكن إرجاعة إلى إنجلترا الحديثة عندما ظهر مصطلح (حكم العالم) "governance of the realm" في أعمال ويليام تيندال. بالإضافة إلى المراسلات الملكية ما بين الملك جيمس الخامس ملك اسكتلندا والملك هنري الثامن ملك إنجلترا. وكان استخدامها للمرة الأولى وربطها بمفهوم الهياكل الموسساتية (بمعزل عن مفهوم الحكم الفردي) في أعمال المؤرخ الإنجليزي تشارلز بلومير (1851–1927) في كتابه The Governance of England والذي يعتبر ترجمة تمت في عام 1885 لكتاب لاتيني من القرن الخامس عشر للقاضي جون فورتسكو (قاضي) تحت اسم The Difference between an Absolute and a Limited Monarchy (الفرق بين الملكية المطلقة والملكية المحدودة). كما تم استخدامه بواسطة كتاب ومؤرخين آخرين فيما بعد.
ومع ذلك، فإن استخدام مصطلح الحوكمة بمعناه الحالي الأوسع يشمل أنشطة أوسع لمجموعة من المؤسسات العامة والخاصة، وأصبح متداول بشكل واسع في مطلع التسعينات 1990 بعدما تمت إعادة صياغته بواسطة علماء الاقتصاد والعلوم السياسية، وتم نشره بصورة أوسع بواسطة مؤسسات كبرى مثل الأمم المتحدة وصندوق النقد الدولي والبنك الدولي ، ومنذ ذلك الحين بدأ المصطلح يأخذ صدى أوسع وانتشار أكبر في الدوريات والنشرات العلمية والتقارير.

## العمليات والحوكمة
عمليا، قد تمارس عملية الحوكمة في أي منظمة بغض النظر عن حجمها (من قبل إنسان واحد وصولا إلى البشرية جمعاء، وقد توظف الحوكمة لأي غرض كان، خيرا أو شرا، ومن أجل الربح أو لا. والغرض المعقول للحوكمة ربما يهدف إلى التأكيد (أحيانا نيابة عن الآخرين) بأن المنظمة تنتج نمطا مجديا من النتائج الجيدة مع تجنب النمط غير المرغوب فيه في الظروف السيئة.
وفي نفس السياق، قد تتكون الحوكمة الجيدة من مجموعة من المواقف المترابطة تمارس السلطة القسرية التي تؤكد ونيابة عن أولئك المحكومين، بوجود نمط من النتائج الجيدة مع تجنب النمط غير المرغوب فيه في الظروف السيئة، من خلال اتخاذ القرارات التي تحدد التوقعات، ومنح السلطة، والتحقق من الأداء.
السياسة توفر الوسائل التي تمكن عملية الحوكمة من العمل. على سبيل المثال، قد يختار الناس توقعات عن طريق النشاط السياسي، وقد يمنحون السلطة من خلال العمل السياسي، وقد يقيمون الأداء من خلال السلوك السياسي.
وعندما ينظر للحوكمة من هذه الزاوية، يمكن للمرء أن يطبق هذا المفهوم على الدول، وعلى الشركات العامة، وعلى المنظمات غير الهادفة للربح، وعلى المنظمات غير الحكومية، وعلى الشركات الخاصة، وغيرها من الجمعيات، وعلى فرق العمل، وعلى أي عدد من البشر الذين يعملون في بعض الأنشطة الهادفة.